# Arnsberg
Arnsberg (in basso tedesco Arensperg) è una città di 73 423 abitanti della Renania Settentrionale-Vestfalia, in Germania.
È capoluogo del distretto governativo (Regierungsbezirk) omonimo.
È il centro maggiore, ma non il capoluogo, del circondario dell'Alto Sauerland.
Arnsberg si fregia del titolo di "Grande città di circondario" (Große kreisangehörige Stadt).

## Storia
Fu un forte militare romano del limes germanico-retico di un'unità ausiliaria dalla fine del principato di Domiziano/ inizi di quello di Traiano (93-100 circa), fino all'abbandono di questo settore di frontiera nel 260 (vedi Invasioni barbariche del III secolo). È stata anche una città dove sono arrivati molti immigrati, tra i quali molti della città di Caltagirone.

## Amministrazione

### Gemellaggi
| - Alba Iulia, dal 1974 - Bexley - Deventer | - Fos-sur-Mer - Caltagirone - Olesno (Piccola Polonia) |